# Ispáca
Ispáca (1899-ig Spácza, szlovákul Špačince) község Szlovákiában, a Nagyszombati kerületben, a Nagyszombati járásban.

## Fekvése
Nagyszombattól 7 km-re északra fekszik.

## Élővilága

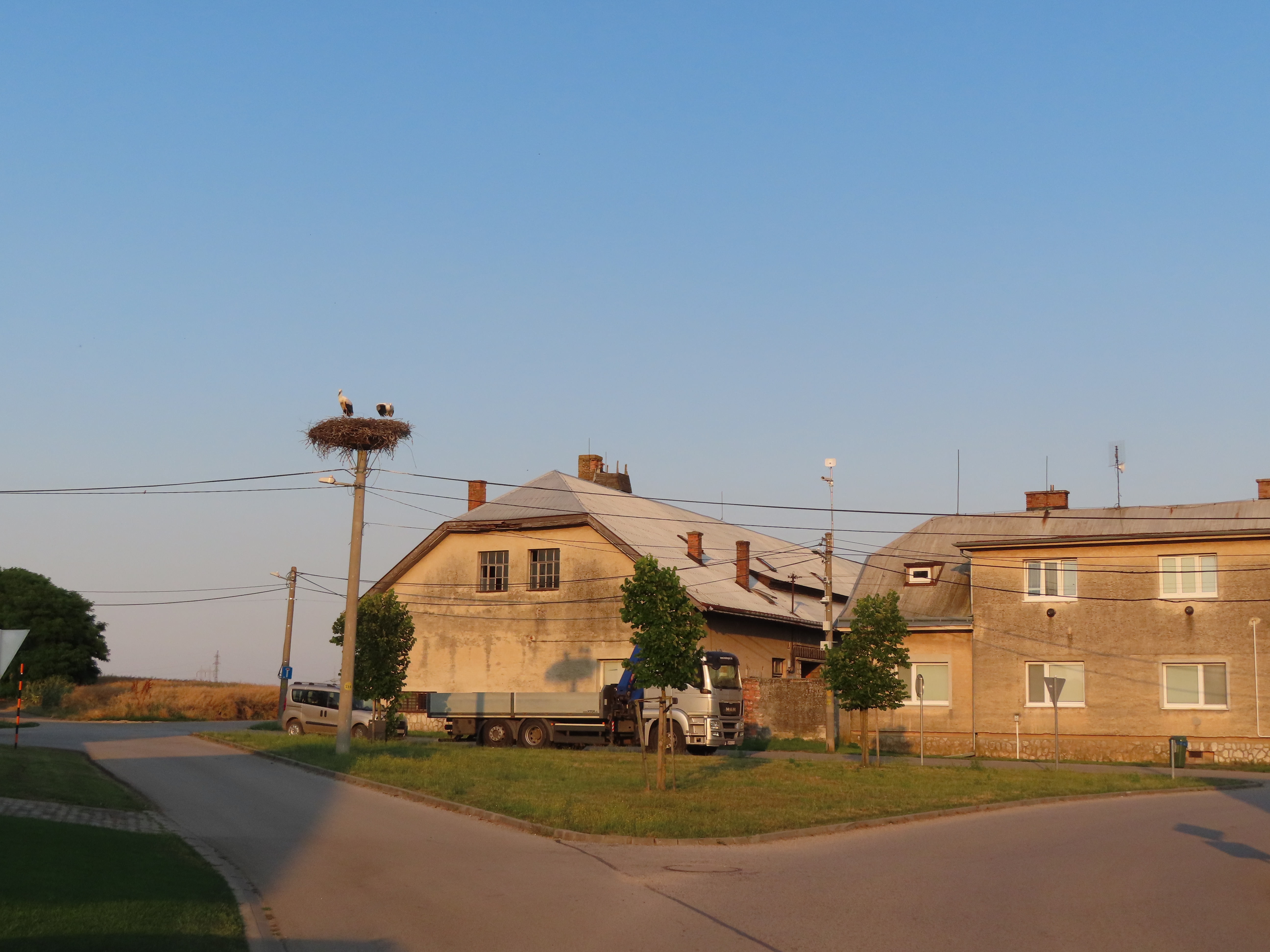
2023
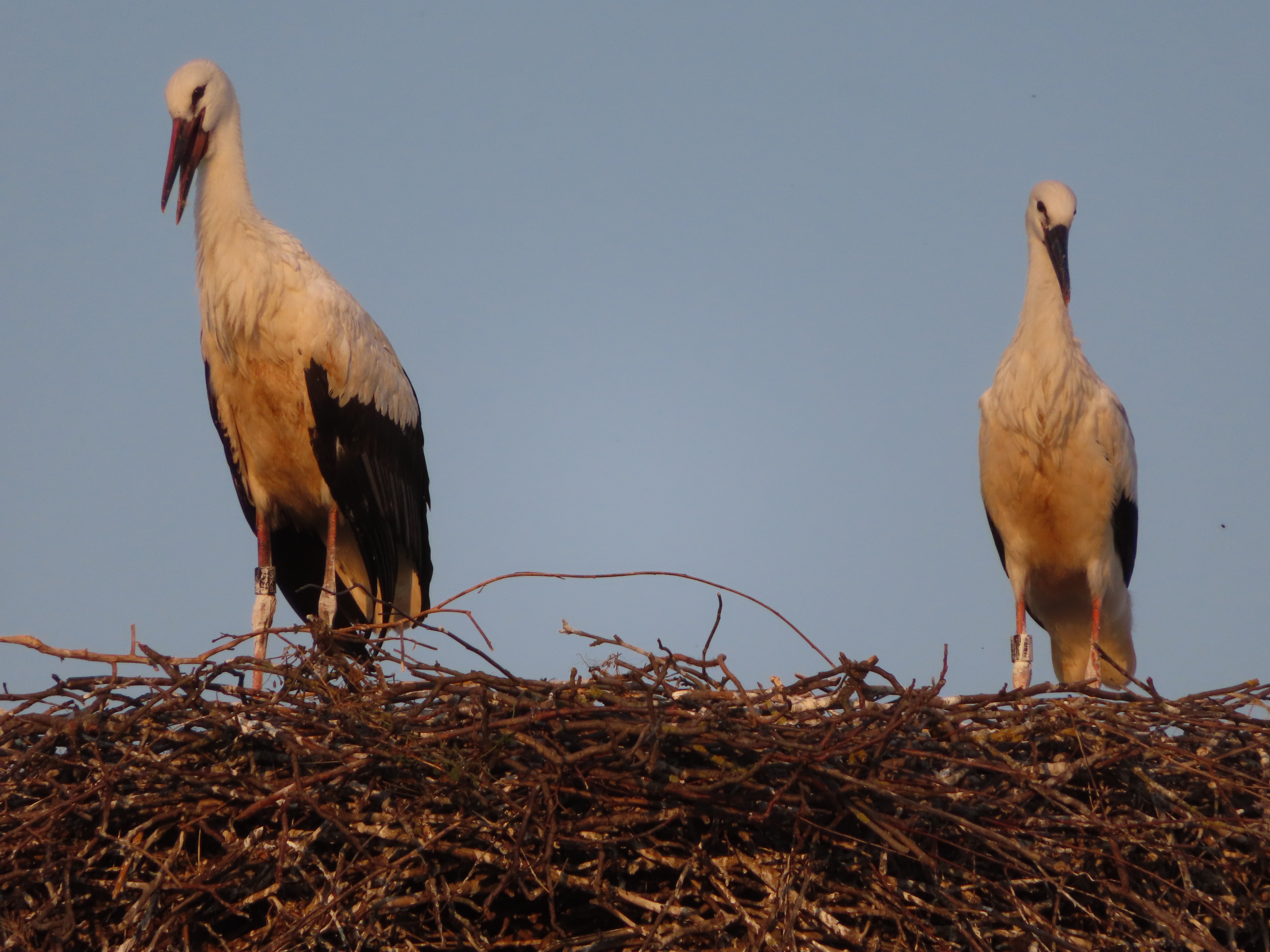

Korábban a szeszgyár magas kéményén fészkeltek gólyák. Ennek ledöntése után 2019-ben új alátétet állítottak önkéntesek, melyben 2020-tól volt költés. A faluban 2023-ban 3 gólyafiókából 2 maradt életben.

## Története
A régészeti leletek tanúsága szerint a mai kálvária környékén már az i. e. 8. századtól fogva emberi település állt, mely körülbelül az i. e. 5. századig állt fenn.
A község területén fekvő birtok Könyves Kálmán király 1111-ben kiadott oklevele szerint a zobori apátsághoz tartozott. A mai települést 1275-ben "Spacha" néven említik először, amikor III. András király a birtokot Gueth ispánnak adta, aki ezt követően felvette a Spáczay előnevet. A Spáczay család egészen 1751-ig maradt a község földesura. Később a Dobsa, Kéméndy, Czer és más családoké volt. A 18. század második felében a Brunswick család alsókorompai uradalmához tartozott. 1861-ben a falu birtokosa a Révay család volt. A község temploma 1312-ben már állt, ebből a templomból mára csak a szentély maradt fenn; ma kápolnaként szolgál. A település 1699-ben mezővárosi rangot és vásártartási jogot kapott. 1720-ban 22 adózó portája volt. 1828-ban 147 házában 1039 lakos élt, akik főként mezőgazdasággal foglalkoztak.
Vályi András szerint "SPACZA. Tót Mezőváros Pozsony Várm. lakosai katolikusok, fekszik Nagyszombathoz mintegy mértföldnyire; határja középszerű, vagyonnyai külömbfélék."
Fényes Elek szerint "Spácza, tót m. v., Poson most Nyitra vmegyében, N. Szombathoz északra 1 órányira: 962 kath., 7 evang., 81 zsidó lak., kath. paroch. templommal, több közbirtokos urak lakházaival. Szántóföldjei szép rozsot teremnek; rétjei bőven vannak, s kétszer kaszálhatók; bort is termeszt. F. u. többen."
A trianoni békeszerződésig Pozsony vármegye Nagyszombati járásához tartozott.

## Népessége
| Év:            | 1994. | 2004.   | 2014.    | 2024.    |
| -------------- | ----- | ------- | -------- | -------- |
| Emberek száma: | 2039  | 2018    | 2613     | 3378     |
| Eltérés:       |       | -1,02 % | +29,48 % | +29,27 % |

| Év:            | 2023. | 2024.   |
| -------------- | ----- | ------- |
| Emberek száma: | 3383  | 3378    |
| Eltérés:       |       | -0,14 % |

1880-ban 1211 lakosából 17 magyar és 1064 szlovák anyanyelvű volt.
1910-ben 1741 lakosából 122 magyar és 1572 szlovák anyanyelvű volt.
2001-ben 2026 lakosából 1 magyar és 2009 szlovák volt.
2011-ben 2295 lakosából 5 magyar és 2140 szlovák volt.
2021-ben 3110 lakosából 1 (+1) magyar, 3035 (+3) szlovák, (+2) cigány, 18 (+6) egyéb és 56 ismeretlen nemzetiségű volt.

## Neves személyek
- Itt született 1580 körül Zongor Zsigmond nyitrai és esztergomi kanonok, ludányi apát, a fellebbezési törvényszék bírája, 1644-től csanádi püspök, 1648-tól nagyváradi püspök, 1655-től haláláig váci püspök.
- Itt született 1849-ben Feld Zsigmond színész, színházigazgató
- Itt született 1849-ben Wertner Mór magyar történész, genealógus, orvos.
- Itt született 1870-ben Szlezák László harangöntő mester.
- Itt hunyt el 1896-ban Sullay Rezső római katolikus plébános.
- Itt szolgált Farkas Antal (1787-1872) katolikus pap.
- Innen származik Miloš Zárecký (1980) szerzetes pap.

## Nevezetességei

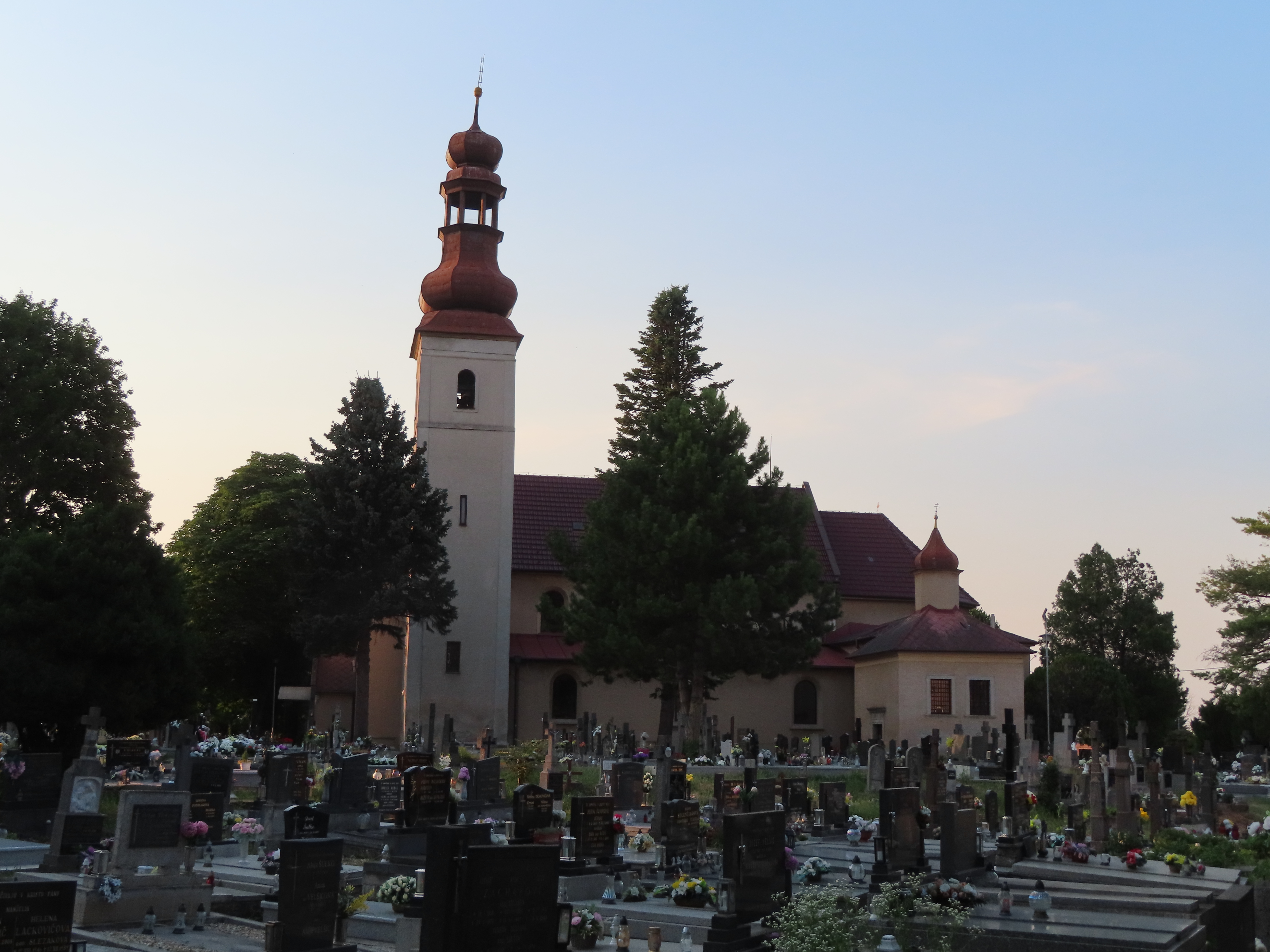
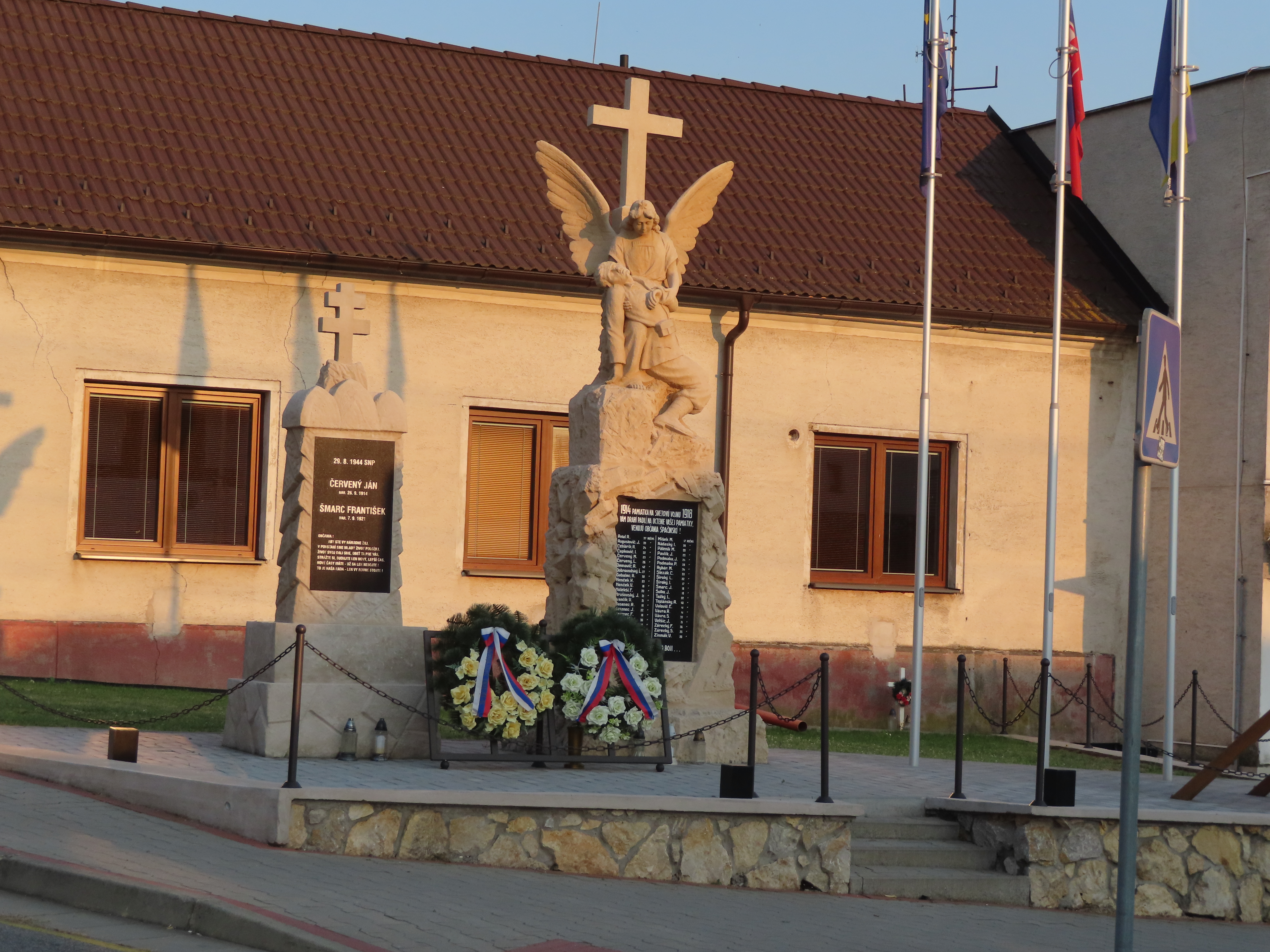
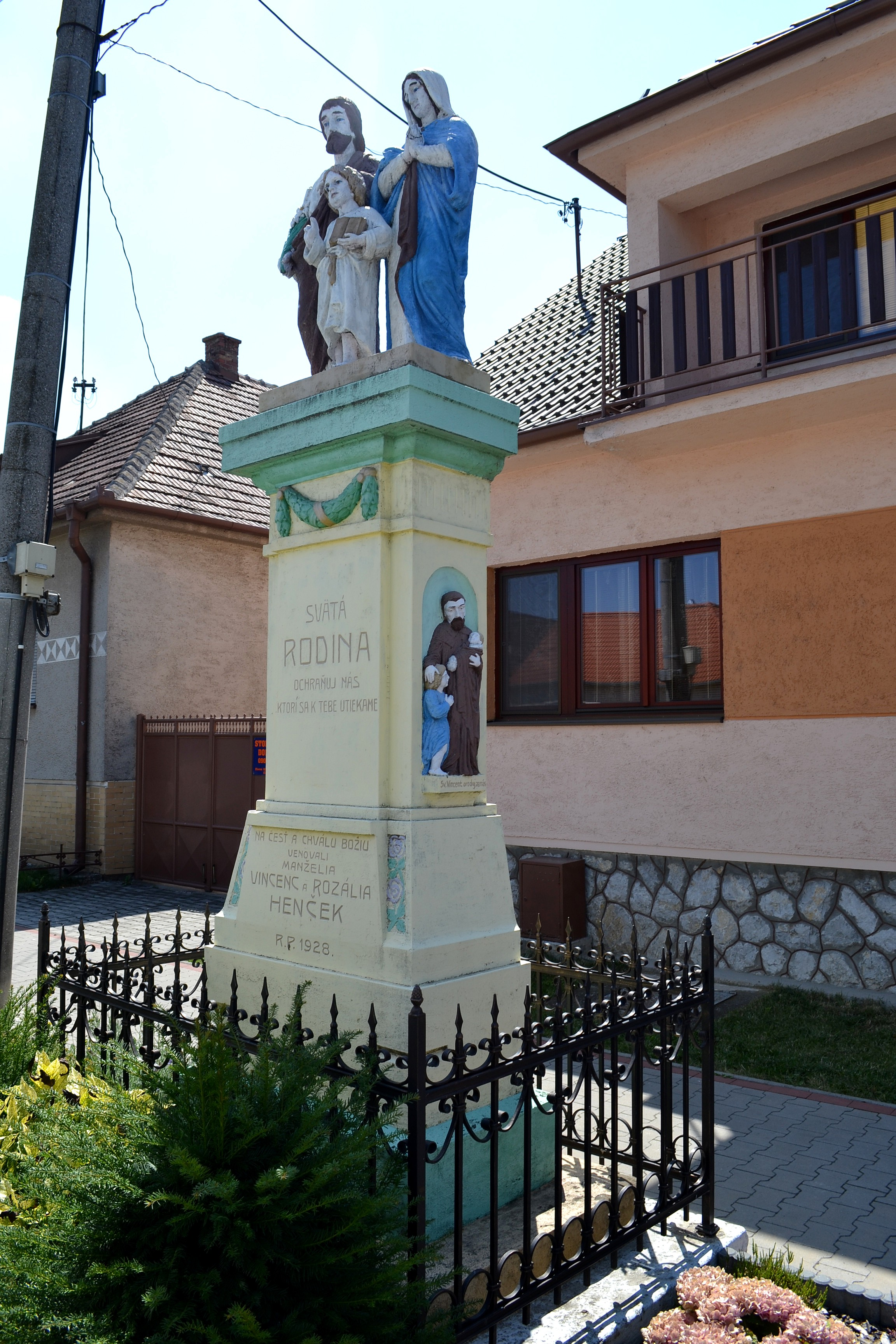
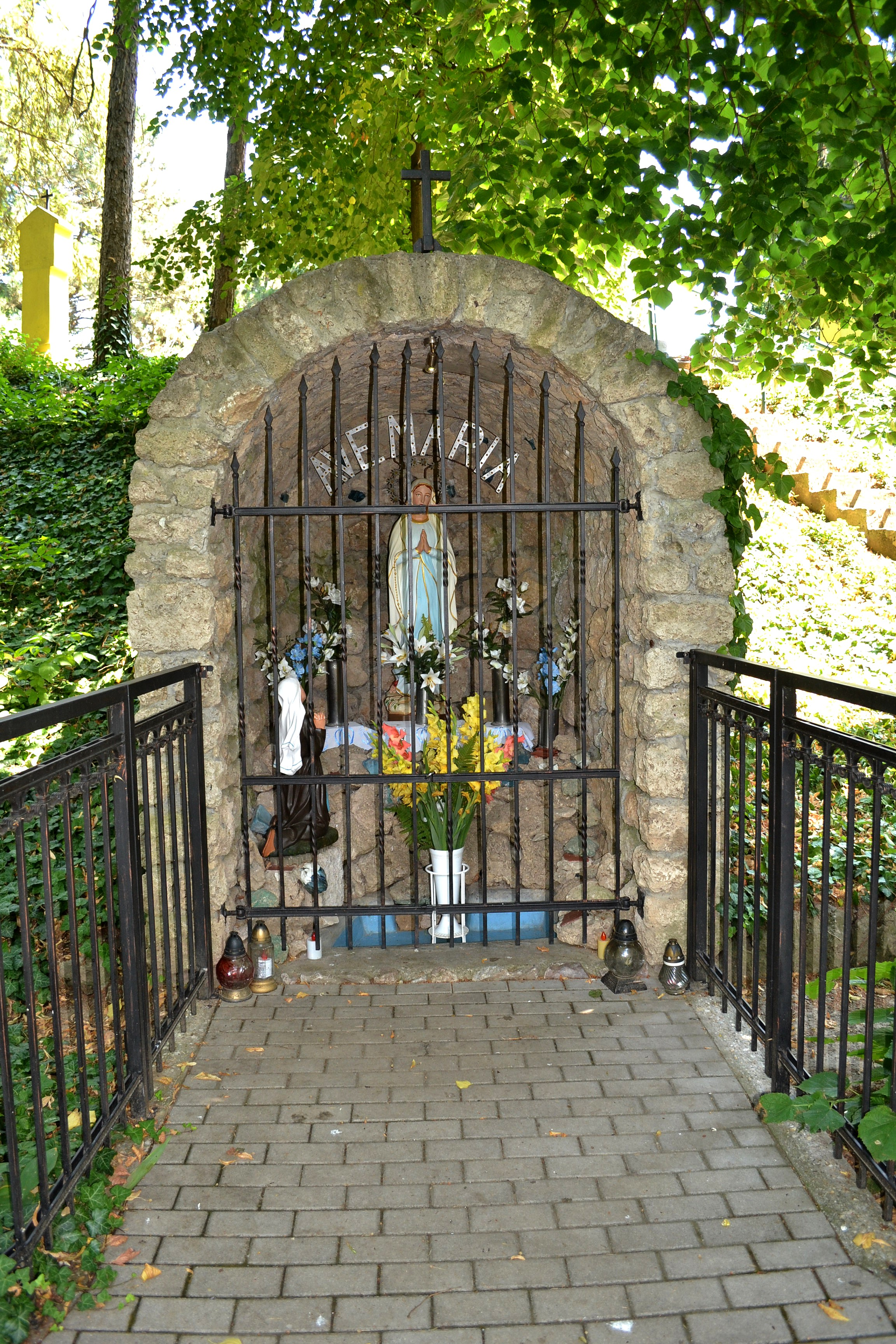
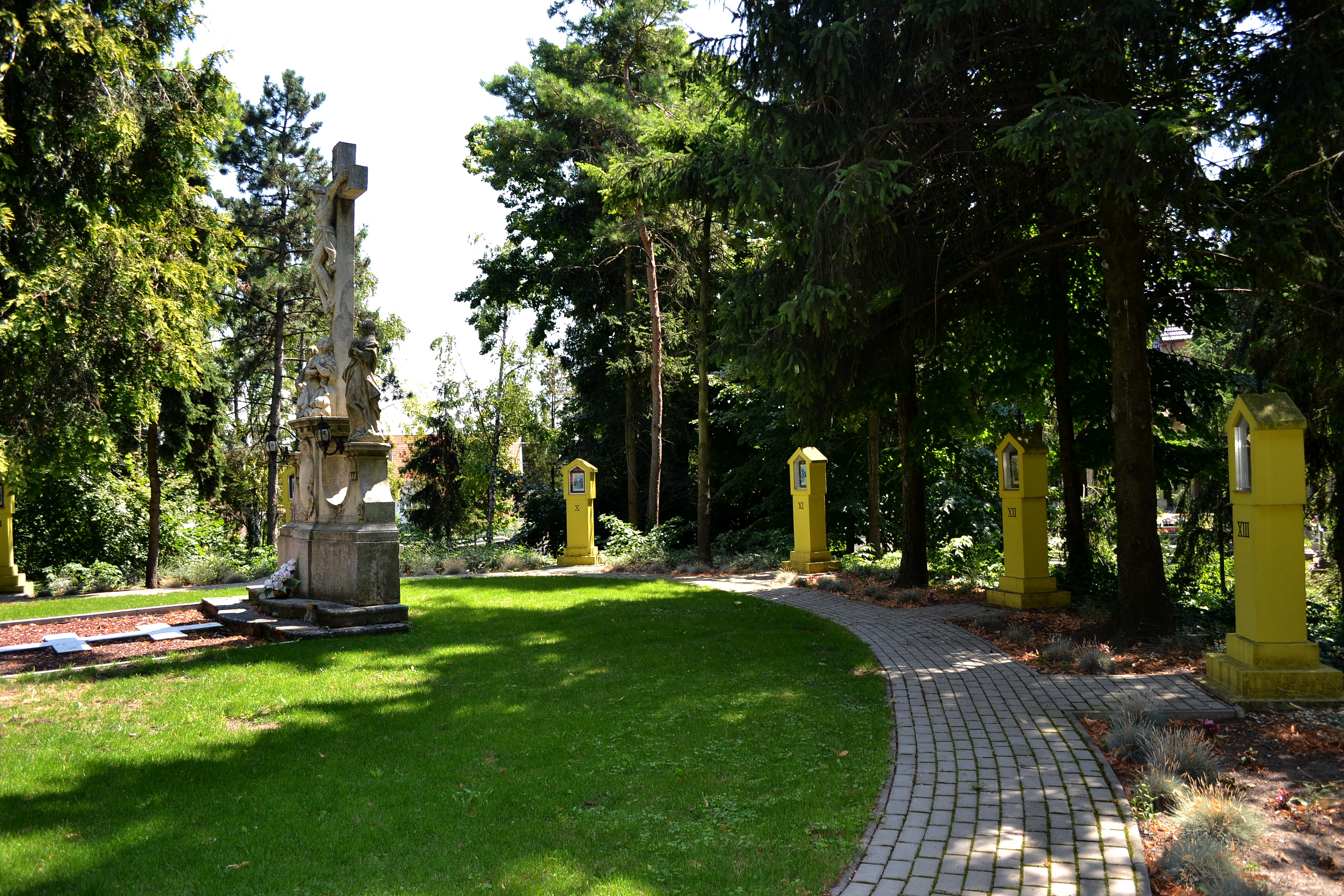
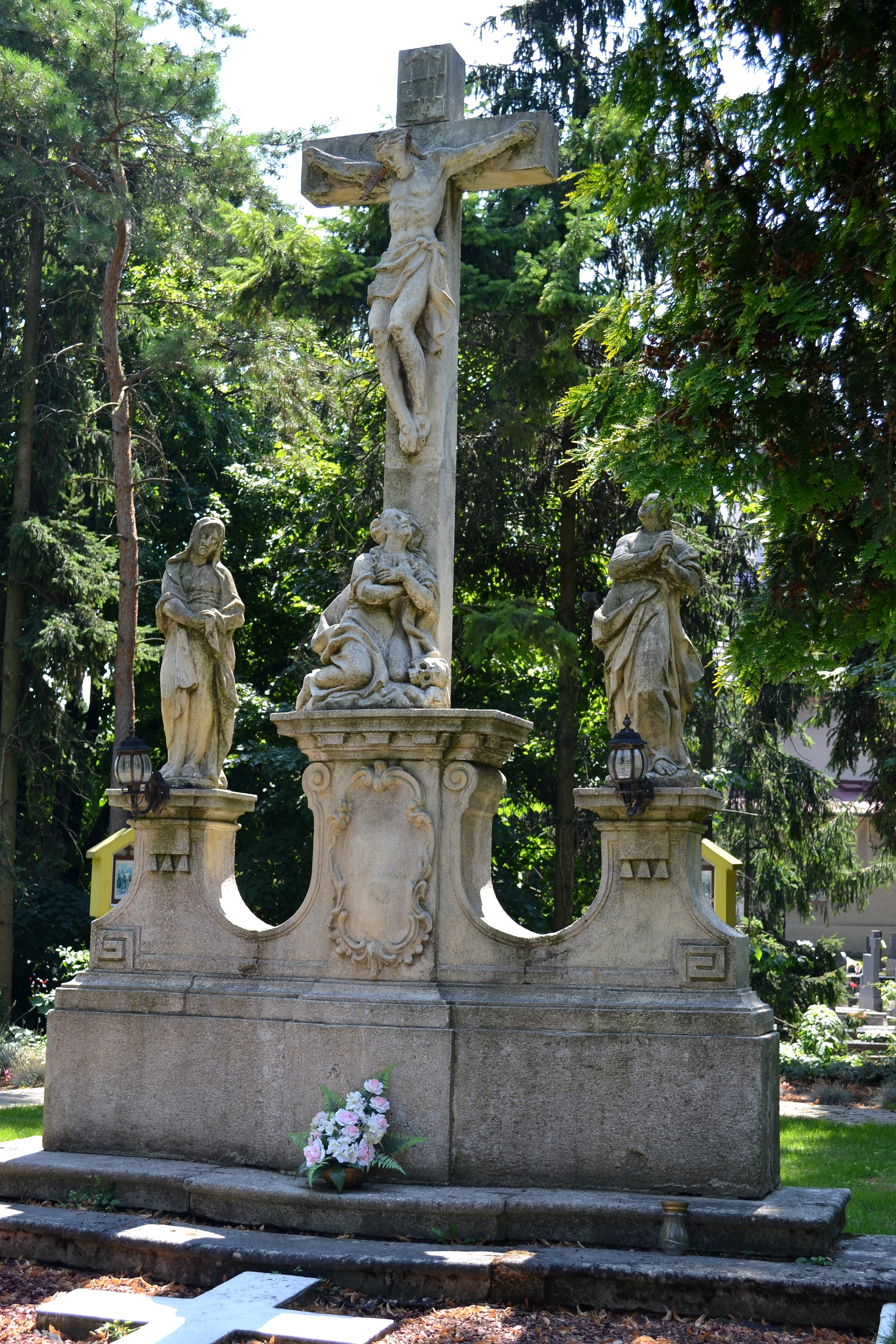

- Római katolikus templomát a Kisboldogasszony tiszteletére szentelték.
- A temetőben álló Szentháromság kápolna 1717-ben épült.
- Szent Vendel szobra 1807-ben készült.
- Krisztus Király szobra 1678-ból való.

## Sport
- TJ Družstevník Špačince

## Kultúra
- A községnek saját népi együttese van (Špačinčanka);
- Countryfesztiválokat rendeznek.

## Gazdaság
- Biogal
- Jaf Holz

## Külső hivatkozások
- Községinfó
- Ispáca Szlovákia térképén
- Ispáca története (szlovákul)
- E-obce.sk Archiválva 2008. szeptember 14-i dátummal a Wayback Machine-ben